# Otočić Gaz
Otočić Gaz är en ö i Kroatien.   Den ligger i länet Istrien, i den västra delen av landet, 200 km sydväst om huvudstaden Zagreb.
Terrängen på Otočić Gaz är platt. Öns högsta punkt är 12 meter över havet. 